# Vlag van Sacramento

Vlag van Sacramento

De vlag van Sacramento is de officiële vlag van de stad Sacramento (Californië), en bestaat uit twee verschillende tinten blauw, gescheiden door een golvende lijn. Rechtsboven en linksonder staan twee halve longen - een groene en een gele. Aan de onderkant staat het woord "CITY OF SACRAMENTO" in witte letters.
Het wit staat voor de deugdzaamheid, kracht en mooie toekomst van de stad. De twee blauwe delen vertegenwoordigen de rivieren van de stad (de Sacramento en de American River). Het groen staat voor het agrarische erfgoed en de gouden kleur staat voor de goudzoekers die zo belangrijk zijn in de geschiedenis van Californië en van Sacramento, het centrum van de Gold Country en de goldrush van 1849.

## Vorige vlag

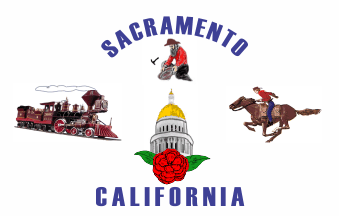
Vlag van Sacramento, 1964-1989

De eerste en voormalige vlag van Sacramento heeft een witte achtergrond met een koepel van het Capitool van Californië en een witte roos omringd door een trein, een mijnwerker en een persoon te paard. Deze elementen worden omringd door de naam van de stad en de staat in blauw. Het werd aangenomen op 23 januari 1964, ontworpen door Max Depew en E.A. Combatablade, met de schets van de vlag gemaakt door Goodwin & Cole, en heeft verhoudingen van 7:11.
De reden voor de adoptie is om de 125e verjaardag te vieren, en het was een van de laatste grote steden in Californië zonder eigen stadsvlag.